# Dysdera hirsti
Dysdera hirsti este o specie de păianjeni din genul Dysdera, familia Dysderidae, descrisă de Denis, 1945.
Este endemică în Algeria. Conform Catalogue of Life specia Dysdera hirsti nu are subspecii cunoscute.